# 悲觀對話
《悲觀對話》是一部古代美索不達米亞的文學作品，以主人和奴隸之間的對話形式呈現。人們對這部作品有不同的詮釋，但一般認為這是一部不尋常的文本，主題是人類行爲的徒勞無益，是古代近東智慧文學的典範。

## 文本與年代
《悲觀對話》是一部鬆散詩意的作品，使用阿卡德語書寫，在公元前1000年左右在美索不達米亞創作。人們發現了五個不同的楔形文字黏土板手抄本，這份文本保存得很完整，86行中僅有15行有些許殘缺。因為巴比倫一塊錠片上的版本與亞述版本有顯著差異，似乎有兩個不同的版本存在。古代讀者以阿卡德語標題「arad mitanguranni」（奴隸，侍奉我）來稱呼這部作品，這是每一節開端都會出現的短語。

## 出版與标题
這篇作品最早由G. Reisner於1896年發表，E. Ebeling在1917年至1919年間曾對此進行研究。1923年，Stephen Herbert Langdon在文章《巴比倫悲觀對話》中，首次提出「悲觀對話」這個標題。Jacyntho Lins Brandão認為這個標題能夠廣泛使用，反映了一定的解釋偏見，並建議將標題改爲「猶豫對話」。

## 内容与风格
《悲觀的對話》以主人和他的奴隸侍從之間的對話形式呈現。在前十節中，主人提出一項行動計劃，而奴隸提供了充分的理由。然而，每次主人都改變主意，而奴隸則提供了同等充分的理由不去執行該行動計劃。這些行動計劃包括：
I. 前往皇宮
II. 用餐
III. 狩獵
IV. 婚姻（Speiser版本中為「建造房屋」）
V. 訴訟（這一節的殘缺度最高）
VI. 領導革命（Speiser版本中為「犯罪」）
VII. 性交
VIII. 犧牲
IX. 投資（Speiser版本中為「種植作物」）

X. 公共服務
对话示例（主从）：
奴隸，聽我說！我在這裡，主人，我在這裡！
我想與一個女人做愛！做愛吧，主人，做愛吧！
做愛的人會忘記憂愁和恐懼！
噢，好吧，奴隸，我不想與一個女人做愛。
不要做愛，主人，不要做愛。
女人是一個真正的陷阱，一個坑洞，一個溝渠，
女人是一把鋒利的鐵匕首，割斷男人的喉嚨。

（第七節，第46至52行）
第十一节有本质上的不同：
奴隸，聽我說！我在這裡，主人，我在這裡！
那麼，什麼才是好的？
像我們的脖子被折斷，
或者被扔進河裡，這算是好的嗎？
誰能夠高到能登上天堂？
誰能夠寬到能包容整個世界？
唉，好吧，奴隸！我會殺了你，讓你先走！
是的，但我的主人肯定不能在三天內比我活得更久。

（第79至86行）
文字只描述兩個人的對話，類似古代近東智慧文學中常見的方式，而不像柏拉圖的對話那樣多人參與。它在許多方面與當地的傳統辯論文學相似，包括懷疑、質疑的觀點。與其他辯論詩一樣，可能是在學校以外以口頭表演形式進行。奴隸使用具體的形象和例子，而不是一套適用於每一種情況的抽象或通用的原則。
對話還涉及到其他類型的美索不達米亞文學。第76行引用了《吉爾伽美什史詩》的開頭和結尾的一句話。第86-87行引用了一句古老的蘇美爾諺語。第62-69行可能暗指《對太陽神沙馬什的偉大頌歌》的第118-127行。

## 詮釋
對這段對話的詮釋存在分歧。一些人認為這段對話是一種神義論（theodicy），而另一些人則認為它是對生命荒謬性的陳述，因為在行動中並沒有明確的對錯選擇或行動的理由。因此，最後一節可以被視為這個困境的合乎邏輯的結果，即選擇不存在而非徒勞的存在。使得近代的詮釋者常將這段對話與現代存在主義者（如基爾克高斯和卡繆）進行比較。
另一種相反的詮釋則從奴隸最後的俏皮回應中得到啟示，將這段對話視為對社會的諷刺。根據這種觀點，活躍的奴隸通過給出矛盾而陳腔濫調的回答，揭示了他那位貴族主人的猶豫不決和低效率。在關於神祇行為的評論中，也可能存在宗教諷刺的元素。
對話與公元前二千年的美索不達米亞文本《義者受苦的獨白》（也稱為「我要讚美智慧之主」）和聖經《傳道書》有類似之處，這暗示了第三種解釋。宇宙確實是神秘的，甚至似乎毫無意義，但可能有一些只有神明知曉的理由（正如奴隸在第十一節關於天地的評論中所暗示）。主人並非希望奴隸在絕望中死亡，而是希望奴隸在他之前死亡，以便他可以向神明請教。奴隸最後的諷刺回答對抗了主人的建議。這段對話可能既是諷刺的，又是嚴肅的，但從這種觀點來看，它想帶出的是神明掌控著我們所不知道的命運。智者像奴隸一樣保留評斷力，在面對生活的曖昧性時評估可能性，同時保持幽默感。

## 与旧约聖經的相似之处
對話中的悲觀主義與舊約聖經中《傳道書》之間存在著主題上的相似之處。對話中奴隸提供的肯定和否定陳述與《傳道書》3:1-9中提供的行動和相反行動的列表相似（"生有時，死有時"）。《傳道書》和對話一樣，一直以來都被人們以悲觀和樂觀的方式的詮釋，同時也可以解讀為宇宙和人類生命的莫測性指向了我們的局限性和上帝超越性的知識。
《悲觀對話》還與《約伯記》存在一些相似和對比之處。就像《對話》中一樣，約伯也在面對生活的矛盾時考慮過死亡（約伯記3:2-13），儘管他從未考慮過自殺。此外，約伯的結論並不以死亡為結尾，相反《對話》在一開始便突出死亡。對生活之謎探索中使用的諷刺手法也出現在《對話》和約伯記（如9:39-31）中。
對話結尾處出現的一句諺語「誰能高到上天堂之高？誰能寬到包容整個世界？」與聖經中的幾個類似之處，其中包括亞古爾箴言的開場詩句（箴言30:4）；申命記30:11-14；約伯記11:7-9；以及約伯記28:12-18。